# Conciertos para orquesta
Aunque un concierto suele ser una pieza musical para uno o más instrumentos solistas acompañados por una orquesta completa, varios compositores han escrito obras con el título aparentemente contradictorio de Concierto para orquesta. Este título generalmente se elige para enfatizar el tratamiento solista y virtuoso de varios instrumentos o secciones individuales de la orquesta, con énfasis en diversos instrumentos que cambian durante la obra. Se diferencia de la sinfonía concertante en que no tiene un solista o grupo de solistas que se mantenga a lo largo de toda la obra.
El concierto para orquesta más conocido es el Concierto para orquesta de Béla Bartók (1943), aunque el título ya se había utilizado varias veces antes. Por ejemplo Goffredo Petrassi hizo del concierto para orquesta una especie de especialidad, escribiendo ocho de ellos entre 1933 y 1972.

## Para orquesta sinfónica
Esta lista es cronológica.
- Concierto para orquesta, op. 38, de Paul Hindemith (1925)[1]
- Concierto para orquesta, de Lucijan Marija Škerjanc (1926)
- Concierto para orquesta, de Vagn Holmboe (1929)
- Concierto para orquesta, de Tadeusz Szeligowski (1930)
- Concierto para orquesta, op. 43, de Adolf Busch (publicado en 1931)
- Concierto para orquesta, de Gian Francesco Malipiero (1931)
- Concierto para orquesta, op. 24, de Knudåge Riisager (1931)
- Concierto filarmónico, de Paul Hindemith (1932)
- Concierto para orquesta en Do maggiore, de Mario Pilati (1933)
- Concierto para orquesta, de Walter Piston (1933), que se basa en parte en la obra de Hindemith
- Concierto para orquesta, de Goffredo Petrassi (1934)
- Concierto para orquesta, op. 61, de Alfredo Casella (1937)
- Concierto para orquesta, de Zoltán Kodály (1939-1940)
- Concierto para orquesta (basado en temas del Ejército Rojo), de Richard Mohaupt (1942-1943)
- Concierto para orquesta, de Béla Bartók (1943)
- Concierto nº 1 para orquesta 'Arevakal', op. 88, de Alan Hovhaness (1951)
- Concierto n.° 2 para orquesta, de Goffredo Petrassi (1951)
- Concierto n.° 4 para orquesta, op. 98, núm. 2, de Alan Hovhaness (1952)
- Concierto n.° 7 para orquesta, op. 116, de Alan Hovhaness (1953)
- Concierto n.° 3 para orquesta, de Goffredo Petrassi (1953)
- Concierto para orquesta, de Tadeusz Baird (1953)
- Concierto para orquesta, de Witold Lutosławski (1950-1954), que le valió el primer premio de la UNESCO en 1963.
- Concierto para orquesta, "À Darius Milhaud" de Alexandre Tansman (1954)
- Concierto n.º 4 para orquesta, de Goffredo Petrassi (1954)
- Concierto para orquesta, de Anatol Vieru (1954-55)
- Concierto n.° 5 para orquesta, de Goffredo Petrassi (1955)
- Concierto n.° 8 para orquesta, op. 117, de Alan Hovhaness (1957)
- Concierto n.º 6 para orquesta, de Goffredo Petrassi (1957)
- Concierto para orquesta, de Giya Kancheli (1961)
- Concierto para orquesta, de Grażyna Bacewicz (1962)
- Concierto para orquesta, de Michael Tippett (1962-1963)
- Concierto n.º 7 para orquesta, de Goffredo Petrassi (1963-1964)
- Concierto para orquesta n.º 1, Naughty Limericks, de Rodion Shchedrin (1963)
- Concierto para orquesta, de Akira Miyoshi (1964)
- Métaboles, de Henri Dutilleux (1964)
- Concierto para orquesta, de Havergal Brian (1964)
- Concierto para orquesta, de Robert Gerhard (1965)
- Concierto para orquesta n.º 1, música de gala, de Gunther Schuller (1966)
- Concierto para orquesta, op. 8, de Robin Holloway (1967)
- Concierto para orquesta, de Thea Musgrave (1967)
- Concierto para orquesta n.° 2, The Chimes, de Rodion Shchedrin (1968)
- Concierto para orquesta de Oliver Knussen (1969)
- Concierto para orquesta, de Elliott Carter (1969)[2]
- Concierto para orquesta, de Dimitar Tapkoff (1969)
- Concierto para orquesta de Aleksandra Pakhmutova (1971)
- Concierto n.º 8 para orquesta, de Goffredo Petrassi (1970-1972)
- Concierto para orquesta, de Anthony Payne (1974)
- Concierto filarmónico, op. 120, de Malcolm Arnold (1976)
- Concierto para orquesta n.º 2, de Gunther Schuller (1976)
- Segundo Concierto para orquesta, op. 40, de Robin Holloway (1978)
- Concierto Festivo, para orquesta sin director, de Andrzej Panufnik (1979)
- Concierto para orquesta, de Roger Sessions (1979–81), que le valió el Premio Pulitzer de Música en 1982.[3]
- Concierto para orquesta (Suite), de Alexandre Tansman (1981)
- Concierto para orquesta, de John McCabe (1982)
- Concierto para orquesta, de Stephen Paulus (1983)[4]
- Concierto para orquesta, de Edward Gregson (1983) (versiones revisadas 1989 y 2001)
- Concierto para orquesta, de Robert Saxton (1984)
- Concierto para orquesta n.° 3, Farbenspiel, de Gunther Schuller (1985)
- Concierto para orquesta, de Alun Hoddinott (1986)
- Concierto para orquesta, de Karel Husa (1986)
- Concierto para orquesta n.º 1, de Steven Stucky (1986–87)
- Concierto para orquesta, de Leonard Bernstein (1986-1989), también conocido como "Jubilee Games" para orquesta y barítono.
- Tercer Concierto para orquesta, op. 80, de Robin Holloway (1981–94)
- Concierto para orquesta (Variaciones sin tema), de Denys Bouliane (1985-1995)
- Concierto para orquesta n.º 3, Música de circo rusa antigua, de Rodion Shchedrin (1989)
- Concierto para orquesta n.º 4, Danzas redondas (Khorovody), de Rodion Shchedrin (1989)
- Concierto para orquesta, de Joan Torre (1991)
- Concierto para orquesta – Acertijos zoroástricos, de Richard Danielpour (1996)
- Concierto Strathclyde: Concierto para orquesta, de Peter Maxwell Davies (1996)
- Concierto para orquesta n.º 5, Cuatro canciones rusas, de Rodion Shchedrin (1998)
- Concierto para orquesta (reubicado), de Augusta Read Thomas (1998)
- Concierto para orquesta, de Stanisław Skrowaczewski (1999)
- Concierto de Boston, de Elliott Carter (2002)
- Concierto para orquesta de Jennifer Higdon (2002)
- Yi°: Concierto para orquesta, de Tan Dun (2002)
- Concierto para orquesta, op. 81 de Lowell Liebermann (2002)
- Concierto para orquesta, de Magnus Lindberg (2003)
- Segundo Concierto para orquesta, de Steven Stucky (2003), que le valió el Premio Pulitzer de Música en 2005
- Concierto para orquesta, de David Horne (2003-2004)
- Conciertos para orquesta, de Milton Babbitt (2004)
- Concierto para orquesta, de Agustí Charles (2004)
- Cuarto Concierto para orquesta, op. 101 por Roben Holloway (2004–06)
- Concierto para orquesta, de Christopher Rouse (2007-2008)
- Concierto para orquesta, de Rolf Martinsson (2008)
- Sinfonía n.º 5 (Concierto para orquesta), de Ellen Taaffe Zwilich (2008)
- Quinto Concierto para orquesta, op. 107, de Robin Holloway (2009-2010)
- Mañana en Long Island, Concierto nº1 para orquesta, de Pascal Dusapin (2011)
- Concierto para orquesta, de Marc Neikrug (2012)
- Morfeo, de Søren Nils Eichberg (2012)
- Godai; Los cinco elementos, Concierto para orquesta (2012-2013) de Benjamin Staern
- Concierto para orquesta, de Carl Vine (2014)
- Concierto para orquesta, de Zhou Tian (2015)
- Walkabout: Concierto para orquesta, de Gabriela Lena Frank (2016)
- Concierto para orquesta, de André Previn (2016)
- SPIRA, de Unsuk Chin (2019)
- Concierto para orquesta, de Robin Haigh (2023)

## Para orquesta de cuerdas
- Concierto para cuerdas en sol mayor, RV 151, Concierto alla rustica, de Antonio Vivaldi (entre mediados de los años 1720 y 1730)
- Concierto para orquesta de doble cuerda (1938-1939), de Michael Tippett
- Concierto en re (1946), de Igor Stravinsky
- Concierto para orquesta de cuerdas (1948), de Grażyna Bacewicz
- Concierto para orquesta de cuerdas (1949), de Alan Rawsthorne
- Concierto para orquesta de cuerdas n.º 1 (1949-1950), de Allan Pettersson
- Concierto para orquesta de cuerdas n.º 2 (1956), de Allan Pettersson
- Concierto para orquesta de cuerdas n.º 3 (1956-1957), de Allan Pettersson
- Concierto per archi (1964-1965, nueva revisión 1977) de Nino Rota
- Concierto por cuerda (1966), de Alberto Ginastera

## Para orquesta de cámara
- Concierto de cámara para piano y violín con 13 instrumentos de viento (1923-25), de Alban Berg
- Concierto para orquesta de cámara (1932), de George Antheil
- Concierto de cámara, para 13 instrumentistas (1969-1970), de György Ligeti
- Kammerkonzert (1973) de Manfred Trojahn
- Concierto para orquesta (1999), de John Woolrich
- Concierto de Asko (2000), de Elliott Carter [5]
- Lluvia de lágrimas (2006), de Chinary Ung [6]

## Para orquesta de viento
- Concierto para orquesta de viento, de Colin McPhee (1959)
- Concierto para orquesta de viento, op. 41, de Nikolái Lopatnikoff (1963)
- Concierto para banda: 1. Allegro, 2. Lento, 3. Allegro, de Amando Blanquer Ponsoda (1970-71)